# 達維德·勒內
達維德·勒內（義大利語：Davide Renne，1977年7月7日—2023年11月10日）是一名義大利時裝設計師，曾任古馳女裝部主管，後來擔任莫斯基諾創意總監。

## 生平
勒內於1977年7月7日出生於托斯卡納大區福洛尼卡，曾就讀於佛羅倫斯大學和柏麗慕達時裝學院。他於2000年跟隨亞歷山德羅·德爾阿夸開始職業生涯，2004年加入古馳。2023年，他被任命為莫斯基諾創意總監。
2023年11月10日，勒內因心臟病在米蘭逝世，享年46歲。